# Тимениці (Любуське воєводство)
Тимениці (пол. Tymienice, нім. Tamnitz) — село в Польщі, у гміні Любсько Жарського повіту Любуського воєводства.
Населення — 109 осіб (2011).
У 1975-1998 роках село належало до Зеленогурського воєводства.

## Демографія
Демографічна структура станом на 31 березня 2011 року:
|          | Загалом | Допрацездатний вік | Працездатний вік | Постпрацездатний вік |
| -------- | ------- | ------------------ | ---------------- | -------------------- |
| Чоловіки | 54      | 18                 | 34               | 2                    |
| Жінки    | 55      | 17                 | 30               | 8                    |
| Разом    | 109     | 35                 | 64               | 10                   |